# ۳۴۵ (قمری)
۳۴۵ (قمری)، سیصد و چهل و پنجمین سال در گاهشماری هجری قمری است. اول محرم این سال برابر با بیستم آوریل سال ۹۵۶ میلادی است.